# Baranyai Lipót
Baranyai Lipót (született: Schiebl Lipót) (Bellye, 1894. augusztus 7. – Frankfurt am Main, NSZK, 1970. január 30.) magyar pénzügyi szakember, a Magyar Nemzeti Bank elnöke, az MTA tagja (ig. 1940–46, t. 1943–49, helyreállítva 1989). A második világháborúból való kiugrás politikájának aktív támogatója.

## Életpályája
Szülei Baranyai (Schiebl) Lipót (1864–?) minisztériumi hivatalnok és Schmid Hedvig (1865–1908) voltak. Apai nagyszülei Schiebl Sándor és Göbl Katalin, anyai nagyszülei Schmid János és Karger Terézia voltak. Az első világháború alatt, 1914 és 1917 között, a fronton szolgált. Jogtudományi oklevelet szerzett a budapesti egyetemen 1919-ben, majd bírói-ügyvédi vizsgát tett. 1920-tól az Igazságügyi Minisztériumban, 1921-től a Pénzintézeti Központban dolgozott. A Magyar Nemzeti Bank jogtanácsosa (1931 és 1935 között), igazgatói rangban a devizagazdálkodást irányító bankosztály vezetője (1935 és 1936 között), majd 1936-tól vezérigazgatója. Baranyai 1938. május 14. és 1943. február 7. között a Magyar Nemzeti Bank elnöke volt. 1943-ban nyugállományba vonult. Mint a második világháború angolbarát liberális körök vezéralakja, Svájcban tárgyalt 1943-ban - Kállay Miklós miniszterelnök megbízásából - a szövetségesek képviselőivel, így Allen Dullesszel.
A Parthenon Egyesület elnöke volt. 1944. március 19-én, Magyarország német megszállásakor a Gestapo letartóztatta és az oberlanzendorfi táborba hurcolta; 1944. október 15-én szabadult. 1945 után a Takarékpénztárak és Bankok Egyesületének (TÉBE), a Magyar–Amerikai Társaságnak az elnöke volt. 1948-ban Angliába távozott. 1948 és 1951 között Londonban az Angol Bank (Bank of England) könyvtárában dolgozott, majd kivándorolt az Amerikai Egyesült Államokba. 1951 és 1959 között a Világbank utazó képviselője volt, majd visszatért Európába, és haláláig a Frankfurt am Mainban a Deutsche Bank tanácsadója volt.
1928. október 6-án Budapesten házasságot kötött Thausz Elek és Szilágyi Mária lányával, Annával (1896–1971).

## Emlékezete
Sírja a Farkasréti temetőben található (Farkasréti temető, Budapest (27. parcella, 5. sírbolt)

## Művei
- A klasszikus kultúra és a mai ember (Budapest, 1940).
- A háborús gazdálkodás Európában. (Gazdasági Jog, 1940)
- „Homo historicus” és homo oeconomicus. (Budapesti Szemle, 1942)
- Magyar ár- és jegybankpolitika. (Gazdasági Jog, 1942).